# Лінда Даків
Лінда Даків (англ. Lynda Folauhola, 6 жовтня 1980) — австралійська стрибунка у воду.
Учасниця Олімпійських Ігор 2004 року.
Призерка Чемпіонату світу з водних видів спорту 2003 року.